# Marthe Donas

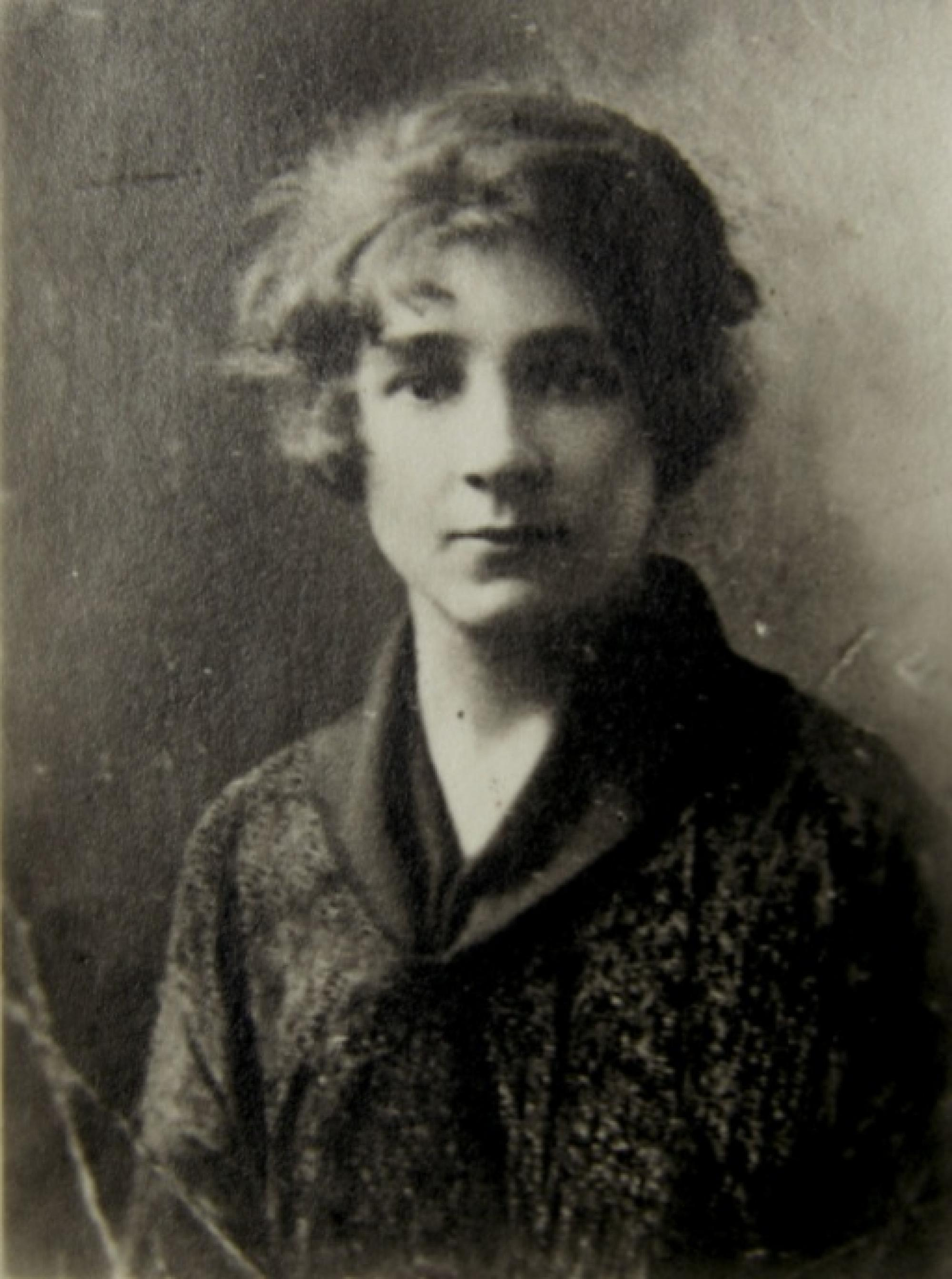
Marthe Donas, 1916

Marthe Donas, männliche Pseudonyme Tour Donas und Tour d'Onasky (* 26. Oktober 1885 in Antwerpen; † 31. Januar 1967 in Audregnies, Gemeinde Quiévrain) war eine belgische Malerin der Moderne.

## Leben
Marthe Donas und ihre Zwillingsschwester Livine wuchsen in einer bürgerlichen, frankophonen Familie auf. Donas besuchte 1902/1903 die Koninklijke Academie voor Schone Kunsten van Antwerpen und 1912 bis 1914 das Hoger Instituut voor Beeldende Kunsten in Antwerpen bei Frans Van Kuyck und Frans Lauwers, ihr Wunsch als freie Künstlerin zu arbeiten, wurde aber von ihrer Familie – wie im Fall anderer Frauen in der Kunst – unterdrückt.
Bei Ausbruch des Ersten Weltkriegs und dem deutschen Überfall auf Belgien floh die Familie Donas nach Goes in die Niederlande. Marthe befreite sich von dem familiären Druck, zog in das britisch beherrschte Irland und lernte dort bei Sarah Purser Glasfenstermalerei sowie Kupferstecherei. Nach dem Osteraufstand 1916 in Dublin zog sie weiter nach Paris und kam im Atelier von André Lhote in Kontakt mit dem Kubismus. Sie schloss sich der Künstlergruppe Section d’Or an, wo sie Albert Gleizes, Fernand Léger und ihren späteren Partner Alexander Archipenko kennenlernte. Sie lebte und arbeitete für eine Zeit zusammen mit Alexander Archipenko. 1917 machte sie ihre ersten Versuche in abstrakter Malerei. Im Dezember 1918 übernahm sie das Pariser Atelier von Piet Mondriaan, als dieser zurück in die Niederlande wollte. Archipenko machte 1919 in Theo van Doesburgs Zeitschrift De Stijl auf sie unter dem männlichen Pseudonym Tour Donas aufmerksam. Die Genfer „Librairie Kundig“ richtete ihr Ende 1919 unter Tour Donas die erste Einzelausstellung aus. Im März 1920 war sie zusammen mit Archipenko, Survage, Gleizes, Léger und anderen in der Ausstellung der wiedergegründeten Section d’Or im Salle Gaveau in Paris vertreten. Herwarth Walden zeigte im Juni 1920 eine Ausstellung ihrer Werke zusammen mit denen Nell Waldens in der Berliner Galerie „Der Sturm“, und er erwarb von ihr für seinen Kunsthandel 35 Werke. Mit Walden hatte sie auch in Folgejahren Kontakt und ihre Arbeiten wurden in seiner Zeitschrift Der Sturm besprochen. Katherine Dreier machte ihre Werke 1921 auf dem US-amerikanischen Markt bekannt.
Als Archipenko sich 1920 von ihr trennte, geriet sie in eine persönliche Krise und verlor den Kontakt zur Pariser Kunstszene. Sie heiratete 1922 Harry Franke und lebte wechselweise in Paris und Ittre. 1923 zog sie zurück nach Belgien. 1928 stellte sie gemeinsam mit der Künstlergruppe L'Assaut in Brüssel und Paris aus. 1931 bekam Marthe Donas eine Tochter und lebte nun in Antwerpen, Braine-l’Alleud und Brüssel. Nach einer langen Pause, nahm sie die Malerei in den 1940er Jahren wieder auf. Sie versuchte mit religiösen Motiven, Familienszenen und mit abstrakten „Intuitions“ ihre künstlerische Tätigkeit neu zu beleben, erhielt dafür allerdings kaum Anerkennung. In den 1950er Jahren trennte sie sich von der figurativen Malerei. Ihre Werke wurden lockerer und weniger linear. Sie malte weiter bis ein Jahr vor ihrem Tod. Sie wurde nun ausschließlich in ihrer Pionierrolle als erste Malerin der Abstraktion in Belgien gesehen, so in der Sturm-Retrospektive 1961 in West-Berlin.